# Смет-Верхас, Франс

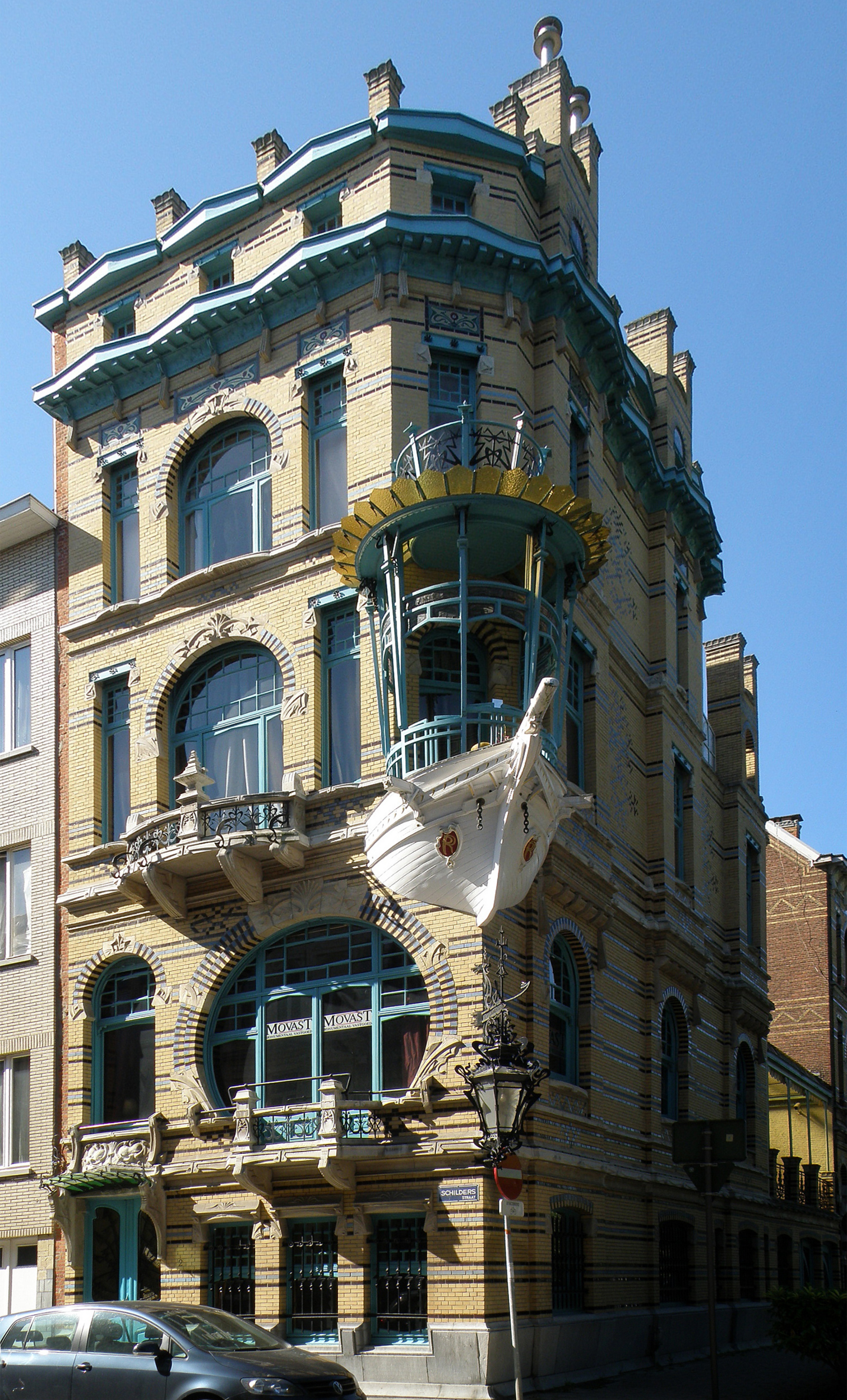
Дом пяти континентов, Антверпен (1905 г.), спроектированный Франсом Смет-Верхасом.

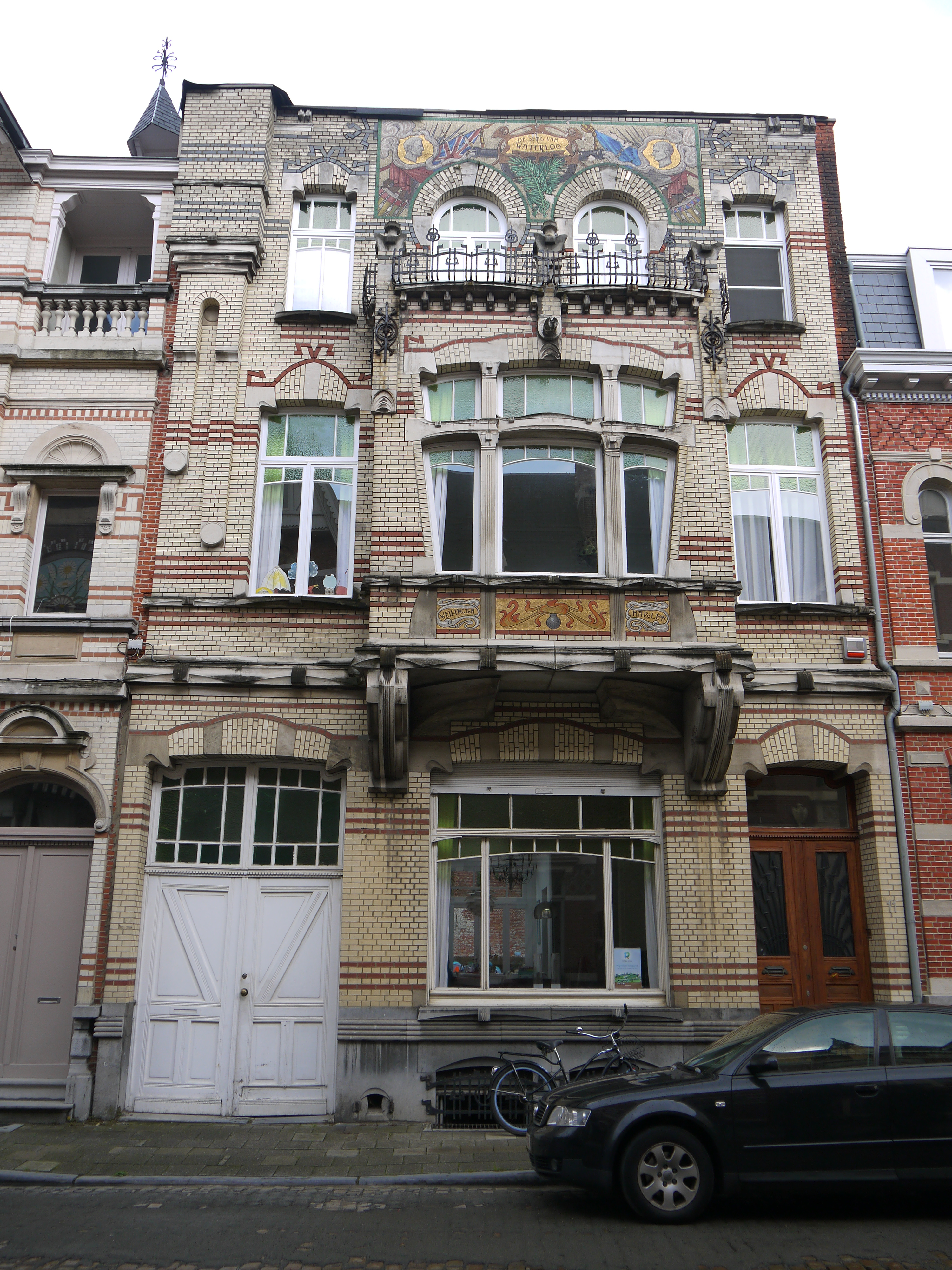
Дом битвы при Ватерлоо Франса Смет-Верхаса, Антверпен, 1905 год.

Франс Смет-Верхас (при рождении Франс Смет, нидерл. Frans Smet-Verhas; 21 августа 1851, Темсе, Восточная Фландрия — 20 марта 1925, Антверпен) — бельгийский архитектор. Он был одним из главных архитекторов, проектировавших здания в стиле модерн в Антверпене в начале двадцатого века.

## Карьера
После женитьбы на Софии Верхас в 1887 году Франс Смет принял фамилию Смет-Верхас. Его деятельность в качестве архитектора простиралась с 1880 по 1910 год, за это время он стал одним из главных архитекторов, использовавших стиль модерн в Антверпене. Он спроектировал два из самых известных зданий в стиле модерн в городе: эксцентричный Дом пяти континентов (Huis de Vijf Werelddelen), завершенный в 1901 году, и Дом битвы при Ватерлоо (Huis De Slag van Waterloo), построенный в 1905 г. Прежде чем обратиться к ар-нуво около 1900 года, он построил несколько зданий в стиле эклектики и фламандского ренессанса.

## Основные работы
Все в Антверпене, если не указано иное
- Hôtel Het Zuidkasteel, Bolivarplaats, 2 (1882 г.), эклектичный
- Почтовое отделение, Arendstraat 52 (1891), фламандское возрождение эпохи Возрождения
- Группа домов «Den Overvloed en Den Ooievaar» («Изобилие и аист»), Cogels Osylei, 3/5/7 (1896 г.), фламандское Возрождение-возрождение[2]
- Kunstenaarswoning (Дом и студия) Jef Koefoed, Anselmostraat 86 (1898), эклектичный
- Дома на Waterloostraat, номера 14, 16, 18 (1901 г.), модерн[3]
- Дом пяти континентов[вд] (Huis De Vijf Werelddelen) (1901), модерн[4]
- Дом Сельдерслахтса-Класмана (1904 г.), модерн[5]
- Дом битвы при Ватерлоо (Huis De Slag van Waterloo) (1905), модерн[6]
- Дом Шроенсов (1908), модерн[7]

## Список используемой литературы
- Франсуаза Диркенс-Обри и Джос Ванденбриден, Бельгийский модерн: архитектура и интерьеры (Париж: Duculot, 1991).